# Watercolour
Watercolour è un singolo del gruppo musicale australiano Pendulum, pubblicato il 30 aprile 2010 come primo estratto dal terzo album in studio Immersion.

## Video musicale
Il videoclip è stato pubblicato in anteprima il 31 marzo 2010 in anteprima sul profilo Myspace del gruppo, per poi essere reso disponibile pubblicamente a partire dal giorno seguente.

## Tracce
CD promozionale (Regno Unito)
1. Watercolour (Full Version) – 5:08
2. Watercolour (Radio Edit) – 3:30

CD singolo (Regno Unito)
1. Watercolour (Original Version) – 5:08
2. Watercolour (Radio Edit) – 3:30
3. Watercolour (deadmau5 Remix) – 6:09
4. Watercolour (Emalkay Remix) – 5:10

12" (Regno Unito)
- Lato A

1. Watercolour – 5:08

- Lato B

1. Watercolour (DJ Edit) – 3:30

12" – The Remixes (Regno Unito)
- Lato A

1. Watercolour (deadmau5 Remix) – 6:06

- Lato B

1. Watercolour (Emalkay Remix) – 5:07

Download digitale
1. Watercolour – 5:04
2. Watercolour (Radio Edit) – 3:28
3. Watercolour (deadmau5 Remix) – 6:06
4. Watercolour (Emalkay Remix) – 5:07
5. Watercolour (Video) – 3:29

## Formazione
Gruppo
- Rob Swire – voce, sintetizzatore, programmazione, produzione
- Gareth McGrillen – sintetizzatore, programmazione, produzione

Altri musicisti
- Andy Greenwood – ottoni
- Andy Wood – ottoni
- Craig Wild – ottoni
- Andrian Revell – ottoni
- Martin Williams – ottoni

## Classifiche
| Classifica (2010)      | Posizione massima |
| ---------------------- | ----------------- |
| Australia              | 37                |
| Giappone               | 84                |
| Nuova Zelanda          | 37                |
| Regno Unito            | 4                 |
| Regno Unito (download) | 4                 |
| Regno Unito (physical) | 6                 |
| Scozia                 | 4                 |

## Date di pubblicazione
| Paese | Data di pubblicazione | Formati                         |
| ----- | --------------------- | ------------------------------- |
| Mondo | 30 aprile 2010        | Download digitale (1ª versione) |
| Mondo | 2 maggio 2010         | Download digitale (2ª versione) |
| Mondo | 3 maggio 2010         | CD                              |
| Mondo | 3 maggio 2010         | LP                              |